# Martirio di san Sebastiano (Signorelli)
Il Martirio di san Sebastiano è un dipinto a tempera su tavola (288x175 cm) di Luca Signorelli, datato 1498 e conservato nella Pinacoteca comunale di Città di Castello. 

## Storia
L'opera fu la terza grande pala dipinta da Signorelli a Città di Castello, dopo le Adorazioni dei Magi e dei pastori. Originariamente si trovava nella chiesa di San Domenico. A differenza delle precedenti, rispettivamente al Louvre e alla National Gallery di Londra, quest'opera si trova ancora nella città umbra.
La data del 1498 si trovava sulla predella, oggi perduta. 

## Descrizione e stile

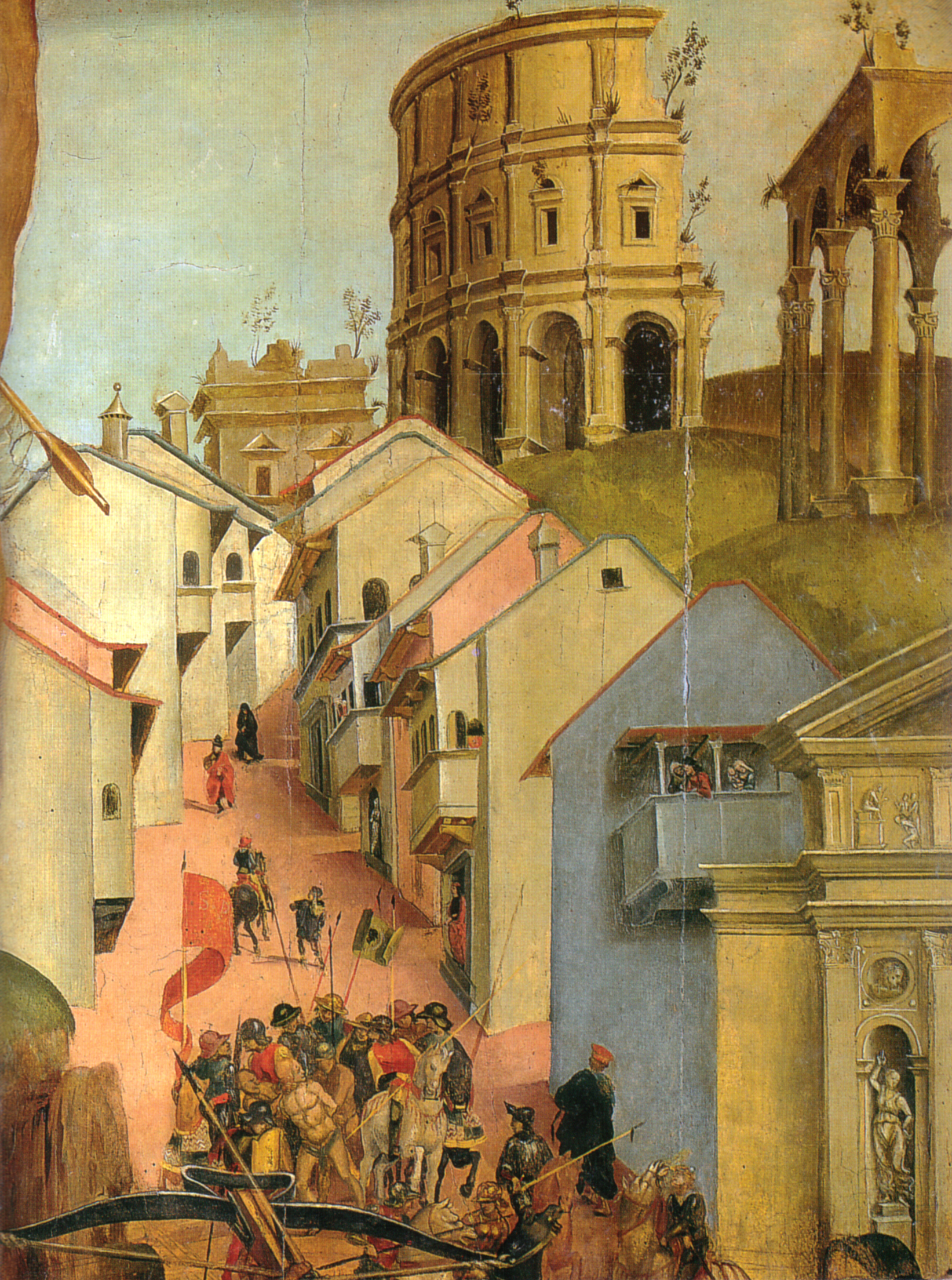
Dettaglio

La scena è ispirata palesemente al Martirio di san Sebastiano di Piero del Pollaiolo, già nella Cappella Pucci della basilica della Santissima Annunziata a Firenze, con un analogo santo issato su alto palo attorno al quale ruotano alcuni balestrieri che lo colpiscono con le frecce. Le pose dei balestrieri sono pressoché identiche, con l'aggiunta del personaggio di spalle tipicamente signorelliano, che si vede anche, ad esempio, nella scena del Testamento e morte di Mosè alla Sistina, dello stesso autore.
Analogo è anche il richiamo antiquario alle rovine antiche, in questo caso un arco di trionfo a sinistra, un pezzo di anfiteatro e di una loggia (in realtà inesistente nell'arte romana ma tipica del revival classicista rinascimentale) a destra. Al centro si apre la consueta vallata fluviale con le montagne azzurrine che scolorano in lontananza per effetto della foschia, mentre a destra del santo si scorge la parte più originale della pala, un'irta strada di un borgo medievale rappresentata nella massima fedeltà, come le sue casette vivacizzate dai balconi, le figurette affacciate o in strada, tra cui una squadra di soldati a piedi e a cavallo che sta conducendo il santo imprigionato al luogo del martirio; chiude a destra la metà di una facciata di una chiesa rinascimentale con nicchie di statue e rilievi marmorei.
Nel cielo, semplicemente azzurro, che schiarisce verso l'orizzonte, appare in alto la figura dell'Eterno in un forte scorcio in avanti, che con la sua benedizione e la mano distesa protegge il santo che, guardando verso di lui, accetta con rassegnazione il martirio.
L'effetto generale è comunque, più che nell'opera del Pollaiolo, quello di un'energia brutale dei carnefici, evidenziata dalle ombre scure, dalle evidenti muscolature, dall'enfasi sulle armi. Tutto ciò, assieme alla veduta di paese, contribuisce a creare un effetto di crudo realismo: scrive Paolucci che «sembra di assistere a uno dei tanti episodi di sopruso e di violenza comuni in quegli anni di torbidi politici e di guerre endemiche».